# Xã Vernon, Quận Walsh, Bắc Dakota
Xã Vernon (tiếng Anh: Vernon Township) là một xã thuộc quận Walsh, tiểu bang Bắc Dakota, Hoa Kỳ. Năm 2010, dân số của xã này là 88 người.